# John Jairo Tréllez
John Jairo Tréllez Valencia (født 29. april 1968 i Turbo, Colombia) er en tidligere colombiansk fodboldspiller (angriber).
Af Tréllez klubber kan blandt andet nævnes Atlético Nacional i hjemlandet, Boca Juniors i Argentina og FC Zürich i Schweiz. Hos Nacional var han i 1991 med til at vinde det colombianske mesterskab.
Tréllez spillede desuden, mellem 1989 og 1994, 25 kampe og scorede tre mål for det colombianske landshold. Han deltog med sit land ved Copa América i både 1987, hvor holdet vandt bronze, samt i 1989.

## Titler
Categoria Primera A
- 1991 med Atlético Nacional